# Adam Blackstone
Pour les articles homonymes, voir Blackstone.
Adam Blackstone (né le 4 décembre 1982 à Trenton (New Jersey)) est un multi-instrumentiste, auteur-compositeur, producteur et bassiste.
Il est actuellement  directeur musical de Nicki Minaj et Justin Timberlake. Adam a également dirigé et joué dans des concerts de stars comme Jay-Z, Kanye West, Eminem, Janet Jackson, Dr Dre, The Jonas Brothers, The Roots, Ms. Marilyn Marshall, Al Green, Les Isley Brothers, Angie Stone, Mike Posner, Steve Tirpak, Al Jarreau, Maroon 5, Demi Lovato, et Jill Scott.

## Les débuts
Adam  Blackstone a commencé son parcours musical en jouant de la batterie à l'âge de 4 ans à El Bethel church sur Euclid Avenue, à Trenton, New Jersey. Blackstone tombe amoureux de la musique à l'église : son père y est organiste et sa mère chanteuse dans le chœur. Bien qu'il vise à devenir batteur, il commence à jouer de la basse au bout de trois ans, après que son professeur de musique lui a suggéré d'essayer. Il commence à jouer de la contrebasse en 9e année, afin de rejoindre l'orchestre de jazz de son lycée. Blackstone remporte ensuite une bourse d'études intégrale à l'Université des Arts de Philadelphie, grâce à ses capacités musicales. C'est là qu'il a étudié la musique contemporaine, le Jazz, qu'il a vraiment affiné et perfectionné son jeu de basse et développé ses compétences.

## Carrière
Adam Blackstone a commencé sa carrière en tant que musicien de session à Philadelphie. Après être s'être fait remarquer dans la région pour sa tonalité ronde et singulière, il attire l'attention du batteur et producteur Questlove du groupe Hip-hop / Soul The Roots. Son premier grand spectacle a lieu alors qu'il a 21 ans, avec Jay-Z, sur son spectacle Fade to Black au Madison Square Garden en novembre 2003. Ce spectacle, ainsi que Dave Chappelle's Block Party, a été filmé et publié sous forme de documentaire et sa commercialisation est un succès : il permet à Blackstone d'imposer sa griffe. De fil en aiguille, il se fait connaître parmi les artistes et les labels pour sa ténacité, ses compétences de leadership et son acharnement au travail.
En 2012, Adam est directeur musical et bassiste de la superstar Rihanna sur son 777 Tour, tournant dans 7 pays en 7 jours consécutifs.
En 2014, Blackstone a est recruté par Eminem pour son retour après 3 ans d'absence, au célèbre Austin City Limits Music Festival.
Plus récemment, il a travaillé avec Justin Timberlake en tant que membre et directeur musical de son groupe, anciennement connu sous le nom de Tennessee Kids.
En parallèle de son travail avec des interprètes renommés, Adam Blackstone dirige également sa propre société de production avec sa femme Kaisha, BBE (BASSic Black Entertainment), écurie de plusieurs formations de RnB et pop. Fondée en 2008, elle se veut une agence pour faciliter la production live de ces artistes. Kaisha Blackstone est l'actuel directeur financier, tandis qu'Adam s'occupe de l'aspect plus créatif de l'organisation.